# كربيد الكالسيوم
 كربيد كالسيوم مركب كيميائي له الصيغة CaC2 ، ويكون على شكل بلورات رمادية إلى سوداء .

## الخواص
- يكون كربيد الكالسيوم عديم اللون بحالته النقية
- ينصهر كربيد الكالسيوم عند درجة حرارة عالية نسبياً 2160°س ، وله كثافة مقدارها 2.2
- البنية البلورية لكربيد الكالسيوم تتعلق بدرجة الحرارة، فعند درجات حرارة حتى 440°س تكون للبنية شكل رباعي الوجوه، يصبح لها شكل مكعب مركزي الوجوه عند درجات حرارة أعلى من 440°س.
- لا ينحل كربيد الكالسيوم بأي من المحلات دون أن يتغير كيميائياً، فهو يتفكك لدى تماسه مع الماء بعنف حيث ينطلق غاز الأسيتيلين وهيدروكسيد الكالسيوم.

CaC2 + 2H2O → C2H2 + Ca(OH)2

## التحضير

### مخبرياً
يحضر كربيد الكالسيوم مخبرياً من تفكك سيانيد الكالسيوم النقي تحت الفراغ بوجود الكربون (الفحم)
Ca(CN)2 → CaC2 + N2

### صناعياً
يحضر بصهر الحجر الجيري وفحم الكوك معاً في فرن كهربائي حيث تصل درجات الحرارة إلى 1800 إلى 2100 °س.
CaO + 3C → CaC2 + CO
ويكتسب كربيد الكالسيوم أهمية خاصة كمصدر للحصول على غاز الأسيتيلين المستخدم في عمليات اللحام .
ولإنتاج 1 طن من كربيد الكالسيوم فإننا بحاجة إلى 950 كغ من CaO ، 650 كغ من فحم الكوك وإلى 2.9–3.3 ميغا واط ساعي طاقة كهربائية.
إن كربيد الكالسيوم المتوفر بالأسواق يكون ذو لون رمادي إلى رمادي مسود نتيجة وجود آثار من فحم الكوك، كما يمكن أن يحوي آثاراً من أكسيد الحديد الذي يعطي لون بني صدئ، بالإضافة إلى احتمالية وجود آثار من أكسيد الكالسيوم، فوسفيد الكالسيوم، كبريتيد الكالسيوم، نتريد المغنسيوم، وكربيد السيليسوم، بحيث أن وسطي المحتوى من CaC2 في العبوات التجارية يصل إلى 82%.
تعود الرائحة الكريهة لكربيد الكالسيوم إلى تشكل الفوسفين PH3 من تعرض آثار فوسفيد الكالسيوم في العينة للرطوبة الجوية.

## الاستخدامات

### إنتاج غاز الأسيتيلين
يستخدم كربيد الكالسيوم في إنتاج غاز الأسيتيلين الذي ينتج من تفاعل حلمهة كربيد الكالسيوم والذي اكتشفه فريدرش فولر عام 1862.
CaC2 + 2H2O → C2H2 + Ca(OH)2

### إنتاج سياناميد الكالسيوم
يتفاعل كربيد الكالسيوم مع النتروجين عند درجات حرارة عالية ليشكل سياناميد الكالسيوم والذي يستعمل كسماد.
CaC2 + N2 → CaCN2 + C